# Lineth Beerensteyn
Lineth Enid Fabienne Beerensteyn (ur. 11 października 1996 roku w Hadze) – holenderska piłkarka surinamskiego pochodzenia grająca na pozycji napastniczki we włoskim klubie Juventus, oraz w reprezentacji Holandii. 

## Kariera reprezentacyjna
Beerensteyn grała w reprezentacjach młodzieżowych Holandii. Zdobyła Mistrzostwo Europy do lat 19 w 2014 roku.  
W seniorskiej reprezentacji Holandii zadebiutowała 4 czerwca 2016 roku w towarzyskim meczu z reprezentacją RPA, w którym rozegrała 78 minut i została zastąpiona przez Danielle van de Donk. Pierwszego gola dla seniorskiej reprezentacji zdobyła 20 października 2016 roku w towarzyskim meczu rozegranym z reprezentacją Szkocji, który zakończył się rezultatem 7:0.  
Była w składzie Holandii na Mistrzostwach Europy w 2017 roku. Jej reprezentacja, która była gospodarzem turnieju zdobyła tytuł mistrzowski.  
W Mistrzostwach Świata 2019 strzeliła jednego gola w meczu przeciwko Kanadzie. Reprezentacja Holandii zdobyła drugie miejsce przegrywając w finale 2:0 z USA.  
Podczas Mistrzostw Europy 2022 zagrała w 4 meczach. Reprezentacja Holandii odpadła z turnieju po przegranym 1:0 ćwierćfinale z Francją, w którym jedynego gola strzeliła Ève Périsset w 102 minucie z karnego. 
W Mistrzostwach Świata 2023 strzeliła jednego gola w 1/8 finału przeciwko RPA, zakończonym wynikiem 2:0. Holandia przegrała w ćwierćfinale z reprezentacją Hiszpanii 2:1. 

## Sukcesy
ADO Den Haag
- Puchar Holandii: 2012/13
- BeNe Super Cup: 2012/13

Bayern Monachium
- Mistrzostwo Niemiec: 2020/21

Holandia
- Mistrzostwo Europy: 2017
- Wicemistrzostwo Świata: 2019